# Ingo Recker
Ingo Recker (* 14. April 1975; † 8. Oktober 2021) war ein deutscher Filmeditor.

## Leben
Ingo Recker besuchte ab 1985 das Kardinal von Galen Gymnasium in Hiltrup, einem Stadtteil von Münster, mit Abitur 1991.
Seit dem Jahr 2000 zeichnete er für den Schnitt diverser Fernsehfilme und -serien verantwortlich. Für den Schnitt des Fernsehfilms Nichts mehr wie vorher erhielt er beim Deutschen Filmpreis eine Nominierung.
Aus Köln zog Recker mit seiner Familie zurück in seine Heimatstadt Münster, wo er im Stadtteil Hiltrup bis zu seinem Tod im Jahr 2021 lebte und in seinem Studio arbeitete.

## Filmografie (Auswahl)
- 2000–2001: Victor – Der Schutzengel (Fernsehserie)
- 2001: Die heimlichen Blicke des Mörders
- 2001: Die Frau, die Freundin und der Vergewaltiger
- 2002: Flitterwochen im Treppenhaus
- 2002: Zwei Affären und eine Hochzeit
- 2003: Crazy Race
- 2003: Delikatessen und andere Schweinereien
- 2003: Traumprinz in Farbe
- 2004: Ein Mann zum Vernaschen
- 2004: Liebe ohne Rückfahrschein
- 2005: Brautpaar auf Probe
- 2005: Ein Hund, zwei Koffer und die ganz große Liebe
- 2006: Meine bezaubernde Feindin
- 2006: Mr. Nanny – Ein Mann für Mama
- 2007: Im Tal der wilden Rosen: Triumph der Liebe (Fernsehreihe)
- 2007: Eis für Anfänger
- 2007: Fast ein Volltreffer
- 2007: Im Tal der wilden Rosen: Ritt ins Glück (Fernsehreihe)
- 2008: Im Tal der wilden Rosen: Fluss der Liebe (Fernsehreihe)
- 2008: Der Amokläufer – Aus Spiel wird Ernst
- 2008: Entführt – Ich hol dich da raus
- 2008: Herz aus Schokolade
- 2008: Maja (Fernsehserie)
- 2008: Mordshunger
- 2009–2012: Der Dicke (Fernsehserie)
- 2009: Böseckendorf – Die Nacht, in der ein Dorf verschwand
- 2009: Klick ins Herz
- 2010: Emilie Richards – Zeit der Vergebung
- 2010: Geliebte Familie
- 2010: Teufelskicker
- 2010: Urlaub mit kleinen Folgen
- 2011–2012: Heiter bis tödlich: Nordisch herb (Fernsehserie, 4 Folgen)
- 2011: Beate Uhse – Das Recht auf Liebe
- 2011: Marco W. – 247 Tage im türkischen Gefängnis
- 2012: Flirtcamp
- 2012: Mich gibt’s nur zweimal
- 2012: online – meine Tochter in Gefahr
- 2013–2020: SOKO Wismar (Fernsehserie, 23 Folgen)
- 2013: Der Weihnachtskrieg
- 2013: Heiter bis tödlich: Morden im Norden (Fernsehserie, 2 Folgen)
- 2013: Nichts mehr wie vorher (Fernsehfilm)
- 2014–2015: Josephine Klick – Allein unter Cops (Fernsehserie, 6 Folgen)
- 2015–2017: Der Bergdoktor (Fernsehserie, 3 Folgen)
- 2015: Starfighter – Sie wollten den Himmel erobern
- 2016: Duell der Brüder – Die Geschichte von Adidas und Puma
- 2019: Jenny – echt gerecht (Fernsehserie, 4 Folgen)

## Auszeichnungen
- 2013: Nominierung beim Deutschen Filmpreis für Nichts mehr wie vorher[2]
- 2017: Auszeichnung für den besten Schnitt beim New York International Film Festival für Duell der Brüder